# 龔景瀚
龔景瀚（1747年—1802年），字海峰，福建閩縣人。
曾祖龔其裕，康熙初年以諸生從軍，授江西瑞州府通判。景瀚為乾隆三十六年（1771年）進士。乾隆四十九年（1784年），授甘肅靖遠知縣，受總督福康安提拔，檄署中卫县，開渠利民。乾隆五十二年（1787年），调平凉。乾隆五十五年（1790年），署固原州。乾隆五十九年（1794年），迁陕西邠州知州。嘉庆元年（1796年），以功擢庆阳府知府。
嘉慶年間成功鎮壓白蓮教起義，當時見八旗與綠營皆腐化不可恃，提出坚壁清野法，“令民筑堡御贼”，並開辦團練。後來這篇《坚壁清野议》，载入《续编皇清文颖》。官至兰州知府。嘉慶七年（1802年）卒於京师。著有《澹静斋集》、《汉书百官公卿表补註》等。《清史稿》卷四七八有传。

## 延伸阅读
[在维基数据编辑]
 《清史稿/卷478》，出自趙爾巽《清史稿》